# Logo (Diskothek)
Das Logo war eine Diskothek in Bochum, die während ihres Bestehens von 1985 bis 1991 wegen ihrer außergewöhnlichen Einrichtung, der wegweisenden Musikauswahl und des ausgewählten Konzertprogramms deutschlandweit bekannt war.

## Geschichte
Von 1981 bis 1984 bestand eine Diskothek Logo in der Innenstadt von Essen. 1985 erfolgte die Wiedereröffnung in der Nachbarstadt Bochum. Das Logo II wurde von Hans-Joachim Hauschulz und Alexander Schüler in den Räumen des ehemaligen Basement 7 eröffnet. Beide hatten bereits erste Erfahrungen mit dem Betrieb von Diskotheken gemacht, Hauschulz als Betreiber des Essener Logo, Schüler als Betreiber des Appel in Langendreer (der späteren Diskothek Zwischenfall). Sie richteten den Laden ganz dem Zeitgeist entsprechend spartanisch im Industrial-Stil ein. Tresen und DJ-Kanzel waren ganz aus Gerüstteilen und Metallgittern zusammengeschraubt, die Tanzfläche befand sich in einer Art Käfig.
Logo galt als Club, in dem die aktuellen musikalischen Trends aufgegriffen wurden und der von den entsprechenden Gästen frequentiert wurde. Zunächst von unter anderem von „Gruftis“ (oder Goths), im Verlauf der späten 1980er Jahre von Hip-Hoppern, Garagenrockern, ersten Ravern und Grunge-Fans, häufig auch gleichzeitig.
Das Logo wurde in den Jahren 1989–90 im von den Lesern der Zeitschrift Spex in deren Jahresabstimmung immer unter die 5 „besten Clubs im Westen“ gewählt.
Hauschulz und Schüler sowie der 1987 als dritter Gesellschafter eingestiegene Frank Nokielski bauten die Betreiber-Firma Logos GmbH zur Logos Gruppe aus und waren beteiligt am Wachstum des Bochumer Bermuda3ecks.
Von 2004 bis 2012 fanden in den Räumen des ehemaligen Logo, die inzwischen den Club „Stargate“ beherbergten, unter dem Titel Logo Club Revisited etwa zweimal im Jahr Revival-Veranstaltungen statt, bei denen Logo-DJ Ralf Odermann die Musik von damals auflegte.